# Fuego Grande
El Fuego Grande fue un gran incendio que arrasó la ciudad de Guayaquil el 10 de noviembre de 1764, siendo primer Gobernador Juan Antonio Zelaya y Vergara. El fuego destruyó gran parte de la denominada Ciudad nueva, desde el puente que limitaba con la Ciudad vieja, hasta el colegio de la Compañía de Jesús. Fue uno de los más grandes incendios de la historia de Guayaquil. Destruyó casi en su totalidad la parte central de la ciudad de aquella época, incluyendo en su mayoría viviendas, las cuales según los registros se enumeran 150 casas. Del centro de la ciudad nueva solo permanecieron unas cuantas estructuras, mientras que cientos de personas perdieron sus hogares y sus puestos de trabajo.
La desgracia de aquel día pudo ser contrarrestada gracias a una torrencial lluvia que, aunque ayudó a apagar el fuego, también arruinó las pertenencias y productos que los damnificados intentaron salvar del incendio.

## Consecuencias
Las grandes pérdidas se hicieron notar luego de que media ciudad nueva quede en completa ruina, pero para no quedarnos con la información incompleta, a continuación colocaremos algunos nombres de los vecinos que lo perdieron todo.
- Don José de Cortázar.[Nota 1]
- Ana de Santistevan.[Nota 2]
- Don Francisco Gorostiza.[Nota 3]
- Guiomar de Aviles.[Nota 4]
- Ambrosia y Agustina Salavarria.[Nota 5]
- Don Jeronimo Mendiola.[Nota 6]
- José Aviles.[Nota 7]
- Nicolás Aviles.[Nota 8]
- Vicente Carbo.[Nota 9]
- José Crespo.[Nota 10]
- Domingo Santistevan.[Nota 11]
- José de Borda y Villaseñor.[Nota 12]
- Juan Maruri.[Nota 13]
- Catalina de Aguirre.
- Juan de Larrea.[Nota 14]
- Manuela Enderica y Manuel Codeso.
- Antonio de la Flor.[Nota 15]
- Isabel de Aviles y Parais.[Nota 16]
- Carlos Plazaert.
- Francisca Unzueta.[Nota 17]
- Ignacia Goyonete.[Nota 18]
- José de Olave y Gamarra.[Nota 19]
- Leonor Salavarria.[Nota 20]
- Francisca Ganter.[Nota 21]
- Jeronimo Arenas.[Nota 22]
- Antonia Plaza.
- Pedro Salcedo.
- Escolástica Garay.
- Teresa García.
- José de la Cotera.[Nota 23]
- Gabriel Lavayen.[Nota 24]
- Miguel Cornejo.
- José Plaza.
- Bárbara Barreiro.
- Leonor Mendiola.
- Isabel Mendiola.
- Ana Millan.
- Josefa Moran.
- Doctor José de Vargas y Juan Jiménez.
- Francisco González.
- Juan Lasso de la Vega.[Nota 25]
- María Navas.
- Domingo Gómez.
- Juana Goyonete.
- Elvira Franco.
- Javier Ruiz.
- Manuel Pineda.
- Doctor Jacinto Bodero.
- Nicolás Zúñiga.
- Francisco Campuzano.
- Bernardo Flores.
- Santiago Peñaranda.
- María Lazcano.
- Tomasa Crespo.
- Roque Badaraco.
- Pedro Félix Santander.
- Pedro Pérez Nicola.
- José Medina.
- Francisco Zapater.
- Manuel Beitia.

## Evaluación de los daños
Aunque no se conoce de perdidas humanas, las perdidas materiales fueron cuantiosas, cerca del millón de pesos se perdieron.
- 604.000 pesos por las 151 casas quemadas.
- 146.000 pesos por los muebles y enseres perdidos.
- 120.000 pesos es el valor del cacao almacenado que se quemo.
- 100.000 pesos ropas de Castila quemadas en tiendas y almacenes.
- 100.000 pesos ropas y efectos del comercio que se salvaron pero se perdieron con la lluvia.
- 50.000 pesos del vino, aguardiente y otros efectos que provenian del Perú.
- 10.000 pesos maderas quemadas en las riberas de la ciudad.
- 12.000 pesos efecto de los valles que se perdieron.
- 9.000 pesos de géneros y efectos de Portoviejo.
- 40.000 pesos en paños y otros efectos de Quito.
- 16.000 pesos en frutos y efectos de la costa.

## Lectura adicional
- Laviana Cuetos, María (1765). El gobernador Juan Antonio Zelaya al virrey Mesiá de la Cerda. Guayaquil.